# La carrera de una prostituta
La carrera de una prostituta (A Harlot's Progress), también conocida como La carrera de la prostituta o El progreso de la prostituta, eran una serie de seis pinturas de 1731 y sus correspondientes grabados de 1732, obra del artista William Hogarth.
Las imágenes, conocidas actualmente mediante grabados, ilustran la historia de una joven llamada M. (Moll o Mary) Hackabout, quien llega a Londres procedente del campo y termina convirtiéndose en prostituta. Esta serie de escenas fueron desarrolladas a partir de la tercera imagen (tras pintar a una meretriz en su boudoir ubicado en un desván de Drury Lane, surgió en Hogarth la idea de elaborar escenas de su vida pasada y futura). El título y la alegoría de la obra constituyen reminiscencias de El progreso del peregrino, novela de John Bunyan.
En la primera escena, una anciana alaba la belleza de la joven y le sugiere una lucrativa ocupación como prostituta. En la segunda imagen la mujer aparece con dos amantes, mientras que en la tercera es arrestada por ejercer el meretricio, siendo encarcelada en Bridewell Prison, donde aparece en la cuarta imagen golpeando cáñamo a modo de trabajos forzados. En la quinta escena, la joven de apenas veintitrés años agoniza a consecuencia de una enfermedad venérea producto de su vida disipada, mostrándose su funeral en la sexta y última secuencia de la obra.

## Historia
La protagonista, llamada M. Hackabout según las escenas primera, tercera y sexta, toma su nombre de la heroína de Moll Flanders y de Kate Hackabout, notoria prostituta y hermana del bandolero Francis Hackabout, quien murió ahorcado el 17 de abril de 1730. Kate fue detenida por el magistrado de Westminster Sir John Gonson y condenada por regentar una disorderly house (término empleado en el derecho penal inglés para referirse a una casa en la que la conducta de sus inquilinos puede perturbar el orden público). Se ha sugerido también que el nombre de M. Hackabout está satíricamente inspirado en la Virgen María.
La serie de seis pinturas fue muy popular, empleando Hogarth su experiencia como aprendiz de platero para crear grabados de las mismas, vendiendo una edición limitada de 1240 lotes de seis impresiones cada uno a suscriptores por el precio de una guinea. Gran cantidad de falsificaciones aparecieron al poco tiempo en circulación, lo que motivó que el artista consiguiese la aprobación en 1734 de una ley del parlamento para prohibir dicha práctica, conocida como Ley de Derechos de Autor en Grabados de 1734 o Ley de Hogarth. Poco después el artista publicó su segunda serie de imágenes satíricas y moralistas, La vida de un libertino, seguida diez años después por Matrimonio a la moda.
Las pinturas originales resultaron destruidas en 1755 a consecuencia de un incendio en Fonthill House, residencia campestre del político William Beckford, padre de William Thomas Beckford, quien erigió la Abadía de Fonthill. Las placas originales empleadas para realizar los grabados sobrevivieron y fueron vendidas por la viuda de Hogarth, Jane, a John Boydell en 1789; este las vendió a los editores Baldwin, Cradock y Joy en 1818, quienes a su vez las vendieron a Henry Bohn en 1835. Cada uno de los sucesivos propietarios produjo copias adicionales de las imágenes que componen la obra.

## Escenas
| 1ª escena | La llegada a Londres |
| --------- | --- |
|           | La protagonista, Moll Hackabout, acaba de llegar a Cheapside, en Londres. La joven lleva consigo unas tijeras y un alfiletero colgando de su brazo derecho, lo cual sugiere que busca empleo como costurera. La mujer es interrogada en plena calle por Elizabeth Needham, una conocida madame y regente de un burdel con secuelas físicas de haber padecido viruela. El famoso libertino Francis Charteris y el proxeneta John Gourlay miran con interés a Moll. Ambos permanecen en pie frente al decadente burdel de Needham, símbolo y reflejo de su corrupción moral. Por su parte, los londinenses ignoran la escena; un clérigo montado a caballo atraviesa la calle sin prestar atención a lo que ocurre, no advirtiendo siquiera cómo el animal derriba una pila de cacerolas. Moll parece haberse dejado ambaucar por Needham acerca de la posibilidad de un empleo legítimo. Un ganso en el equipaje de Moll tiene una tarjeta atada al cuello en la cual figura escrito: «Para mi querido primo en Tems Stret en Londres» («For my lofing cosen in Tems Stret in London»), lo que sugiere que ha sido engañada; este «primo» podría ser un tratante de blancas o una artimaña pagada por los dueños de los burdeles. Moll luce un vestido blanco el cual contrasta con el entorno en el que se encuentra, ilustrando este hecho su inocencia e ingenuidad. El ganso muerto entre las pertenencias de la joven, el cual muestra un plumaje de un tono blanco similar, presagia la muerte de Moll como resultado de su credulidad. El cartel del prostíbulo, el cual se muestra exteriormente como si fuese una posada, luce el dibujo de una campana (bell en inglés); esto puede referirse a belle, palabra francesa que se traduce como «bella», en referencia a la atractiva muchacha de provincias recién llegada. La endeble pila de cacerolas tambaleándose alude por su parte a la inminente caída en desgracia de Moll, mientras que esta misma pila y el ganso representan la inevitable impotencia derivada de la sífilis, presagiando de esta forma el destino de la joven. Esta composición se asemeja a la Visitación (acontecimiento descrito en el Evangelio de Lucas, en que la Virgen María acudió a visitar a su prima Isabel). |
| 2ª escena | El protector hebreo |
|           | Moll es ahora la amante de un acaudalado comerciante judío, confirmado esto por las pinturas del Antiguo Testamento presentes en el fondo las cuales han sido consideradas una profecía de cómo el hombre tratará a Moll entre esta escena y la siguiente. La joven posee lujosas prendas, al menos dos sirvientes (una doncella y un niño procedente de las Indias Occidentales), y un mono como mascota, algo característico de las clases pudientes de la época. El niño y la doncella, así como el mono, constituyen probablemente obsequios del comerciante. La presencia del muchacho, el mono y la mesa de caoba con un servicio de té sugieren las colonias como fuente de ingresos del mercader. Moll tiene varios frascos de cosméticos y un antifaz de los que se empleaban en aquel entonces en los bailes de máscaras, estando su apartamento decorado con pinturas que ilustran su promiscuidad y precariedad moral. La joven aparece empujando la mesa de caoba para distraer al comerciante y evitar que este advierta la presencia de un segundo amante el cual está tratando de salir de la habitación sin ser visto. |
| 3ª escena | El arresto |
|           | Moll ha pasado de ser una prostituta de lujo mantenida por su amante a ser una prostituta común. Su doncella es ahora anciana y sifilítica; Henry Fielding, en su novela Tom Jones, afirma que la doncella se parece a su personaje de Mrs. Partridge. La cama de Moll constituye la mayor pieza de su mobiliario, mientras que la pose del gato sugiere la nueva postura de Moll. Por otro lado, el sombrero de bruja y las varillas de abedul situadas en la pared sugieren o bien magia negra o bien que la prostitución es obra del demonio. Los héroes de Moll se encuentran también en la pared: retratos de Macheath de The Beggar's Opera y Henry Sacheverell, hallándose sobre ellos dos curas para la sífilis. La caja de la peluca del criminal James Dalton (ahorcado el 11 de mayo de 1730) está dispuesta sobre el dosel de la cama, sugiriendo una relación romántica con el delincuente. El magistrado Sir John Gonson, acompañado por tres agentes armados, atraviesa la puerta situada a la derecha con el fin de proceder al arresto de Moll por sus actividades. La joven muestra un reloj nuevo (probablemente obsequio de Dalton o tal vez un objeto sustraído a otro de sus amantes) al tiempo que exhibe su seno izquierdo. Gonson, no obstante, fija su mirada en el sombrero y las varillas de abedul así como en la peluca colgada en la pared, sobre la cama de Moll. La composición refleja satíricamente la Anunciación (anuncio del Ángel Gabriel a la Virgen María de que concebirá y dará a luz a Jesús, el hijo de Dios). |
| 4ª escena | La cárcel de Bridewell |
|           | Moll se encuentra en Bridewell Prison. La joven golpea el cáñamo destinado a la elaboración de sogas para el verdugo mientras el carcelero la amenaza y señala el tocón de madera donde se encuentra el cáñamo con el que Moll debe trabajar. Fielding escribió que Thwackum, uno de los sádicos tutores de Tom Jones, se parecía físicamente al carcelero, cuya esposa figura a la derecha sosteniendo con interés algunas de las prendas de ropa que luce Moll al tiempo que guiña un ojo. Los prisioneros se disponen de izquierda a derecha en función de su riqueza. Moll permanece en pie junto a un caballero, un jugador de cartas tramposo cuya carta adicional a caído al suelo, junto a su perro, el cual se ha traído con él a prisión. Los internos no están en la cárcel para ser reformados y reinsertados en sociedad, pese al irónico grabado situado a la izquierda, encima de un cepo al que se encuentra sujeto un prisionero, el cual reza: «Mejor Trabajar/que Estar así» («Better to Work/than Stand thus»). La persona sujeta al cepo recibió ese castigo aparentemente por negarse a trabajar. A continuación figuran una mujer, una niña que al parecer sufre síndrome de Down (presunta hija del jugador de cartas), y una mujer africana embarazada que presumiblemente pidió clemencia en base a su estado puesto que las mujeres embarazadas no podían ser ejecutadas o desterradas. Un grafiti muestra a John Gonson ahorcado, mientras que la criada de Moll sonríe ante el robo de sus prendas, luciendo aparentemente sus zapatos. |
| 5ª escena | La agonía |
|           | Moll está agonizando a causa de la sífilis que padece. El doctor Richard Rock a la izquierda (cabello negro) y el doctor Jean Misaubin a la derecha (cabello blanco) discuten diversas técnicas médicas, siendo las posibles alternativas la sangría (por parte de Rock) y la ventosaterapia (por parte de Misaubin). Una mujer, posiblemente la madame o casera de Moll, revuelve las pertenencias de la joven en busca de objetos que poder llevarse. Entretanto, la doncella de Moll trata de poner fin a la discusión de los doctores. El hijo de Moll se halla sentado junto al fuego posiblemente aturdido por la enfermedad de su madre mientras retira con sus manos piojos o pulgas de su pelo. La única pista sobre quién es el dueño del apartamento es un pastel de Pésaj empleado como trampa para moscas, lo que implica que su protector la está ayudando en sus últimos días, indicando irónicamente que Moll, a diferencia de los israelitas, no se salvará. Varios opiáceos se hallan dispersos por el suelo, mientras que la sábana que envuelve a Moll semeja un fantasma que la atrae al más allá. |
| 6ª escena | El funeral |
|           | En la última escena, Moll está muerta y todos los seres carroñeros que la llevaron a la perdición están presentes para ser testigos del sepelio. Una nota en la tapa del ataúd muestra que Moll murió el 2 de septiembre de 1731 a los veintitrés años de edad. El párroco derrama su brandy con la mano izquierda mientras con la derecha sube la falda de la muchacha que está junto a él, a lo que la joven reacciona con aparente placer. Una mujer que ha colocado bebidas sobre el ataúd de Moll mira al párroco con desaprobación mientras el hijo de la difunta juega ignorando lo que está sucediendo. El pequeño se divierte inocentemente con su peonza junto al féretro de su madre, incapaz de entender lo ocurrido y estando figurativamente destinado a morir trágicamente como su progenitora. La madame de Moll, totalmente ebria, aparece llorando a la derecha con una jarra de brandy a sus pies en la cual aparece escrito «Nants». Ella es la única que se muestra dolida por el irrespetuoso tratamiento que se le está dando a la joven fallecida, cuyo ataúd es empleado como si fuese la barra de una taberna. Una de las dolientes (otra prostituta) roba el pañuelo del enterrador mientras otra meretriz muestra su dedo herido a su compañera. Entretanto, una mujer arregla su aspecto frente a un espejo en el fondo pese a mostrar una úlcera sifilítica en su frente. La casa donde se celebra el velatorio luce un irónico escudo de armas en la pared el cual porta una insignia con forma de V invertida y tres espigas, reminiscencia del brandy derramado por el párroco, del alcohol que fluye y de la muerte de Moll. El sombrero blanco en la pared colgado junto al escudo es el mismo que la joven lleva en la primera escena, en clara referencia al principio de su fin. |

## Legado
El 22 de junio de 1828, William Innell Clement publicó La carrera de una prostituta en varias columnas en una única página en su periódico Bell's Life in London.
El compositor británico Iain Bell compuso una adaptación operística de la obra la cual se estrenó en el Theater an der Wien de Viena en 2013 con la soprano alemana Diana Damrau en el papel principal.